# Kostel svatého Františka z Assisi (Kováň)
Římskokatolický farní kostel svatého Františka z Assisi v Kováni je románská, později zbarokizovaná sakrální stavba na hřbitově, který se nachází uprostřed obce. Od roku 1967 je kostel chráněn jako kulturní památka.

## Historie

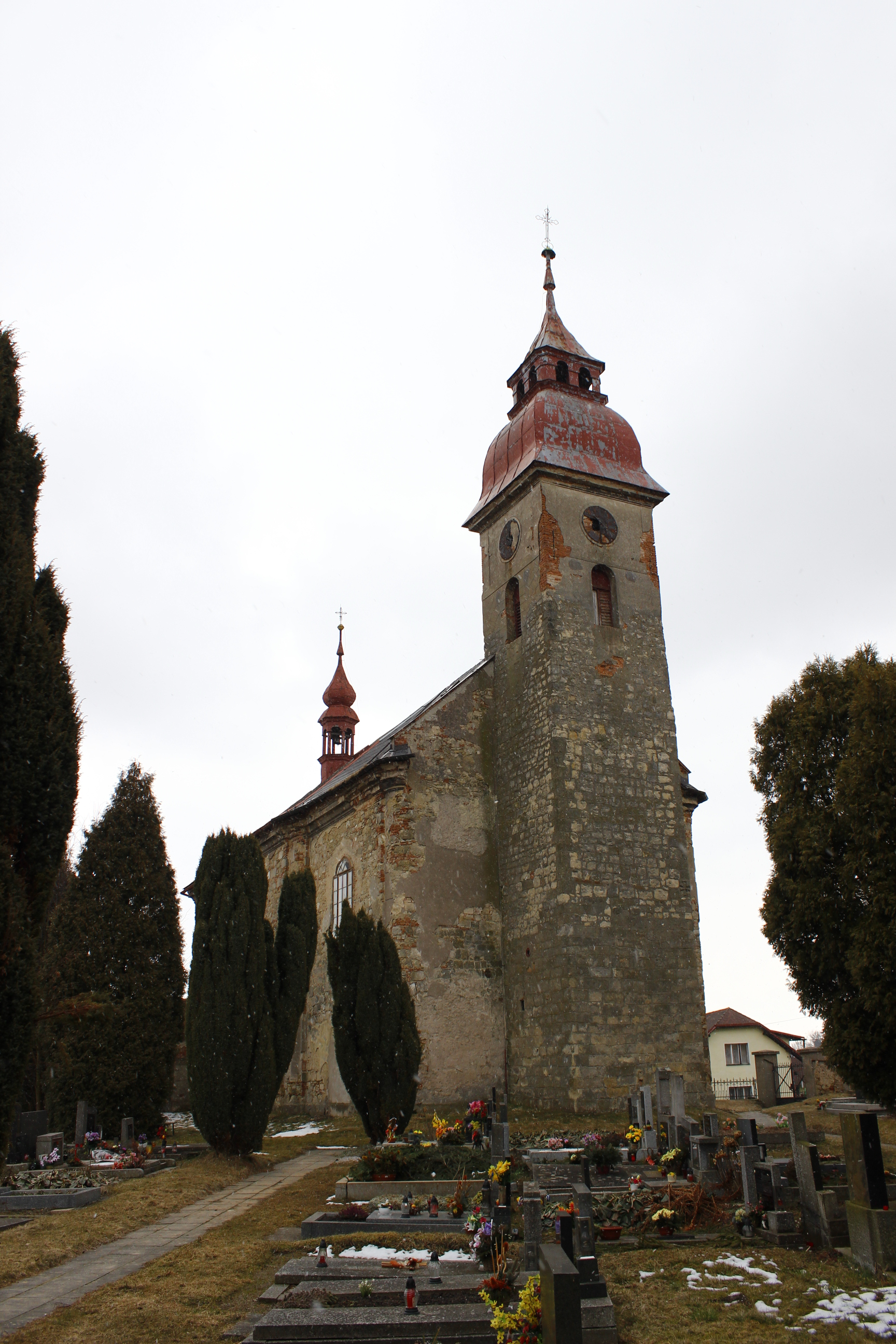
Věž kostela v Kováni

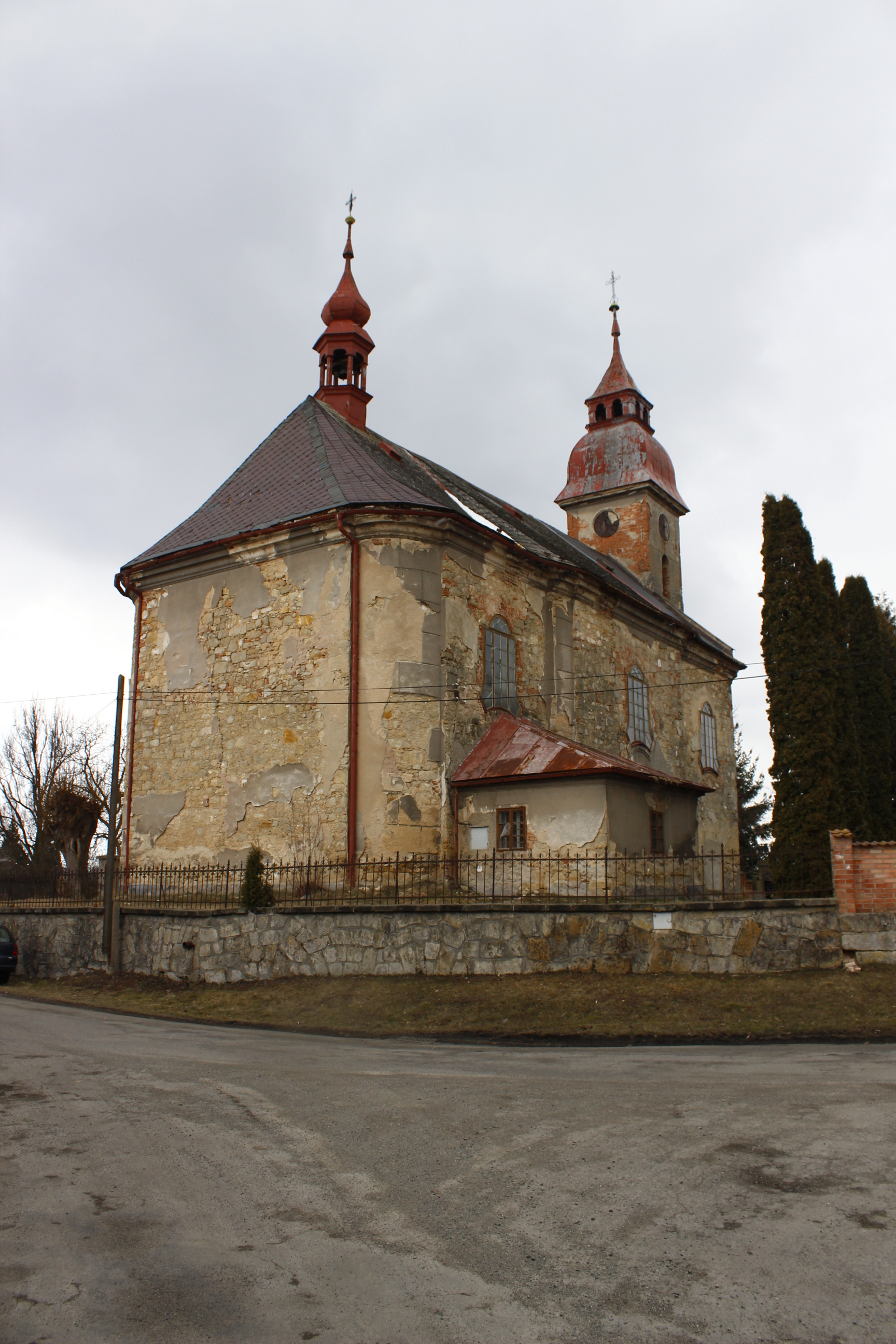
Závěr kostela v Kováni

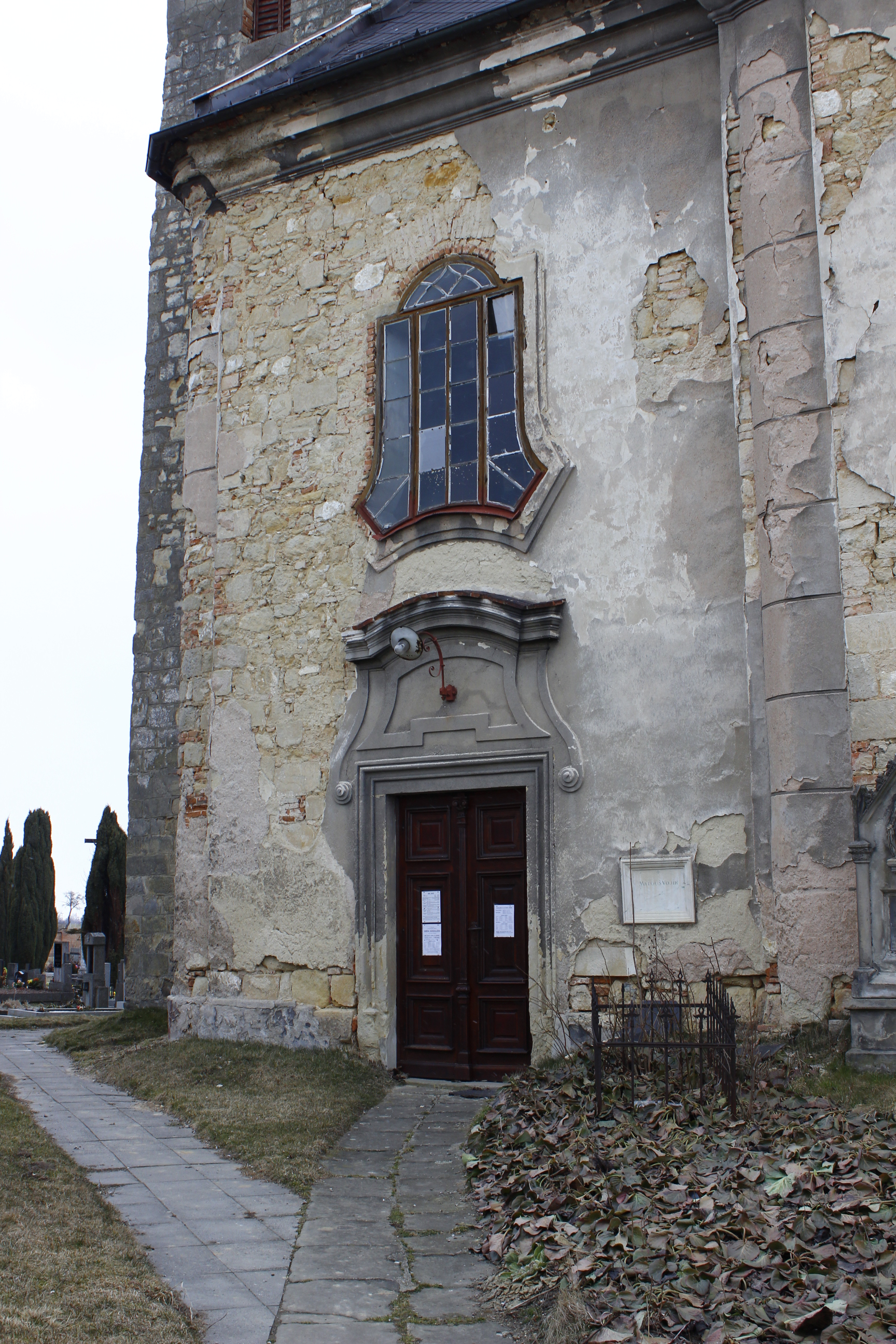
Vstup do kostela

První zmínka o kostele pochází z roku 1352. Nově barokně byl vystavěn v letech 1751–1757 zedníkem Procházkou z Prahy na základě návrhu architekta z okruhu Kiliána Ignáce Dientzenhofera. Roku 1840 byla přistavěna sakristie a roku 1860 věž. Kostel byl obnoven v roce 1866. V 80. letech 20. století byla přehodnocena původní představa o stavebním vývoji kostela, která předpokládala kompletně novou výstavbu kostela v polovině 18. století, když byl rozpoznán románský původ věže. Podle Jiřího Škabrady se zmínka vážící se k roku 1860 vztahuje pouze k cihlové nástavbě se zvonovou stolicí a helmou, avšak románský původ věže lze datovat rámcově do druhé poloviny 12. století. Důkazem pro to je kvádříkové zdivo a zazděná sdružená okna. Pozůstatkem tribunového řešení může být i oblouk otevírající se z věže na kruchtu. Nevylučuje se románský původ ani u úseků zdiva lodi bezprostředně navazujících na věž. Původní patrocinium kostela není známo. Nejstarší údaj o zasvěcení kostela pochází z poloviny 17. století a uvádí, že kostel je zasvěcen sv. Františku z Assisi, který je také nazýván sv. František Serafinský.
Duchovní správci kostela jsou uvedeni na stránce: Římskokatolická farnost Kováň.

## Architektura
Jedná se o jednolodní obdélnou stavbu. Kostel je komponován ze tří prostorných jednotek, které jsou zhruba čtvercové a se zaoblenými rohy. Na střední část lodi, která je poněkud větší a širší, která zvenčí vystupuje rizality, se napojuje na západě užší část lodi. Na východě je ještě užší presbytář. Po severní straně presbytáře je obdélná sakristie. Před západním průčelím se nachází hranolová věž. Zvenčí je vzhled kostela prostý. Má rizality v bočních stěnách. Okna jsou kasulová.
Zevně ve věži, asi v úrovni 1. patra, je zazděný kamenný kříž, zřejmě gotický.
Uvnitř je kostel členěn dvěma patry širokých polopilířů s představěnými pilastry a bohatě profilovanou a zalamovanou římsou. Kostel je zaklenut třemi plackami. Ve východní stěně presbytáře je nika pro oltář. Kruchta je konvexně vysunutá do lodi a spočívá na dvou pilířích.

## Zařízení
Hlavní oltář, kazatelna, zpovědnice a zábradlí presbytáře jsou rokokové z roku 1757. Jedná se patrně o dílo z dílny Jelínků z Kosmonos. Hlavní oltář je rámový. Je na něm obraz sv. Františka z období kolem poloviny 18. století, který je nesený dvěma anděly. Po stranách oltáře se nacházejí branky a na nich sochy sv. Štěpána a sv. Vavřince. Tyto sochy jsou slohově odlišné a pocházejí snad z některé pražské dílny, která je zhotovila v době výstavby kostela. Kazatelna je s reliéfem Rozsévače a protějšková trojdílná zpovědnice je se sochou Dobrého pastýře, který se nachází mezi sochou sv. Petra a sv. Maří Magdalény. Dva protějškové portálové boční oltáře jsou barokní z období po roce 1700. Na pravém oltáři je obraz Immaculaty od F. Maischaidera z roku 1886. Původně zde byl obraz sv. Barbory, který je však umístěn na faře. Po stranách pravého oltáře jsou sochy sv. Víta a sv. Vojtěcha. Nejvýše je pak umístěna socha Zmrtvýchvstalého Krista. Na levém oltáři je obraz sv. Jana Nepomuckého z druhé poloviny 18. století. Po stranách se nacházejí sochy sv. Ludmily a sv. Václava. Nejvýše je pak, jako u pravého oltáře, umístěna socha Krista jako Salvatora mundi. V triumfálním oblouku proti kazatelně je barokní vyřezávaný kříž. Na soklu kříže je reliéf anděla chránícího bělocha a černocha. Kříž je ikonograficky pozoruhodný. U kazatelny je obraz Bolestné Panny Marie do R. Müllera z roku 1852. Z dílny Jelínků pochází i řezaná mříž presbytáře z roku 1757.

## Okolí kostela
Poblíž kostela se nachází fara ve které je umístěn obraz sv. Vavřince z období po roce 1700 a pozdně gotický obraz sv. Barbory ve slohu I. Raaba.